# Conostegia rufescens
Conostegia rufescens är en tvåhjärtbladig växtart som beskrevs av Charles Victor Naudin. Conostegia rufescens ingår i släktet Conostegia och familjen Melastomataceae.
Artens utbredningsområde är Jamaica. Inga underarter finns listade i Catalogue of Life.